# Petrăchioaia
Petrăchioaia – wieś w Rumunii, w okręgu Ilfov, w gminie Petrăchioaia. W 2011 roku liczyła 2014 mieszkańców.